# Mistrzostwa Polski w rugby 7 mężczyzn (2021/2022)
Mistrzostwa Polski w rugby 7 mężczyzn (2021/2022) – rozgrywki drużyn rugby 7, mające na celu wyłonienie najlepszej męskiej drużyny w Polsce w sezonie 2021/2022, organizowane przez Polski Związek Rugby; dwudziesta siódma edycja mistrzostw Polski w rugby 7 mężczyzn. Mistrzostwa rozegrano w formie czterech turniejów jesienią 2021 i wiosną 2022. Tytuł mistrza Polski obroniła Posnania, drugie miejsce zajął Orkan Sochaczew, a trzecie Lechia Gdańsk. 

## Format rozgrywek
Rozgrywki zaplanowano i rozegrano w formie serii czterech turniejów. O mistrzostwie decydowała łączna liczba punktów przyznawanych w poszczególnych turniejach na podstawie klasyfikacji uczestniczących w nich drużyn. W przypadku pierwszego turnieju o rozstawieniu drużyn decydowały wyniki mistrzostw z poprzedniego sezonu, w kolejnych – aktualna klasyfikacja generalna turnieju. 
W przypadku zgłoszenia do poszczególnych turniejów liczby drużyn większej niż 12, zaplanowano podział stawki na 8-zespołowe dywizje. W takim przypadku pomiędzy turniejami miał obowiązywać system spadków i awansów (najgorszy zespół wyższej dywizji spada do niższej, najlepszy zespół niższej awansuje do wyższej). Ostatni turniej planowano z podziałem na grupę Cup (6 najlepszych drużyn klasyfikacji generalnej) oraz Trophy (pozostałe drużyny). 
W przypadku rozgrywek grupowych podczas turnieju o kolejności w tabeli grupy decydowały liczba zdobytych punktów turniejowych (zwycięstwo – 3 punkty, remis – 2 punkty, porażka – 1 punkt, walkower – 0), a w dalszej kolejności wynik bezpośredniego spotkania, różnica pomiędzy punktami zdobytymi i straconymi, większa liczba punktów zdobytych, losowanie.
Drużyna, która zajęła pierwsze miejsce w turnieju, otrzymywała do klasyfikacji ogólnej 20 punktów, a każda kolejna o dwa punkty mniej. W turnieju finałowym liczba zdobytych punktów była mnożona razy 1,5. W przypadku równej liczby punktów w klasyfikacji generalnej o wyższym miejscu miała decydować większa liczba turniejów, w których wystąpiły drużyny, a jeśli ta była identyczna – wyższa lokata w ostatnim turnieju.
W składzie zespołu na dany turniej mogło być najwyżej trzech zawodników, którzy nie mieli statusu zawodnika polskiego. Ponadto w składzie powinien znajdować się co najmniej jeden zawodnik urodzony w 2000 lub później (w przypadku braku takiego zawodnika liczba punktów zdobytych przez drużynę do klasyfikacji generalnej miała być zmniejszona o 1).

## Przebieg rozgrywek
W rundzie jesiennej zaplanowano rozegranie dwóch turniejów: 11 września 2021 w Warszawie i 9 lub 10 października 2021 w Gdańsku.

### Pierwszy turniej
Pierwszy turniej rozegrano 11 września 2021 w Warszawie. Wzięło w nim udział osiem drużyn. Zwycięzcą została Lechia Gdańsk, która w finale pokonała Posnanię 32:17, a w meczu o trzecie miejsce Orkan Sochaczew pokonał Juvenię Kraków 19:14. Gospodarze, Up Fitness Skra Warszawa, zajęli piąte miejsce.
Końcowa klasyfikacja turnieju:
| Pozycja | Drużyna                  | Liczba punktów |
| ------- | ------------------------ | -------------- |
| 1.      | Lechia Gdańsk            | 20             |
| 2.      | Posnania                 | 18             |
| 3.      | Orkan Sochaczew          | 16             |
| 4.      | Juvenia Kraków           | 14             |
| 5.      | Up Fitness Skra Warszawa | 12             |
| 6.      | Rugby Białystok          | 10             |
| 7.      | Legia Warszawa           | 8              |
| 8.      | Edach Budowlani Lublin   | 6              |

### Drugi turniej
Drugi turniej rozegrano 10 października 2021 w Gdańsku. Wzięło w nim udział siedem drużyn. Zwycięzcą została Lechia Gdańsk, która w finale pokonała Posnanię 21:19, a w meczu o trzecie miejsce Orkan Sochaczew pokonał Skrę Warszawa 19:7. Najlepszym zawodnikiem turnieju został uznany Lusanda Xakwana z Lechii Gdańsk.
Końcowa klasyfikacja turnieju:
| Pozycja | Drużyna         | Liczba punktów |
| ------- | --------------- | -------------- |
| 1.      | Lechia Gdańsk   | 20             |
| 2.      | Posnania        | 18             |
| 3.      | Orkan Sochaczew | 16             |
| 4.      | Skra Warszawa   | 14             |
| 5.      | Juvenia Kraków  | 12             |
| 6.      | Rugby Białystok | 10             |
| 7.      | Legia Warszawa  | 8              |

### Trzeci turniej
Trzeci turniej rozegrano 26 marca 2022 w Poznaniu. Wzięły w nim udział cztery drużyny. Zwycięzcą została Posnania, która w finale pokonała Orkan Sochaczew 17:15, a w meczu o trzecie miejsce Skra Warszawa pokonała Lechię Gdańsk 19:7.
Końcowa klasyfikacja turnieju:
| Pozycja | Drużyna         | Liczba punktów |
| ------- | --------------- | -------------- |
| 1.      | Posnania        | 20             |
| 2.      | Orkan Sochaczew | 18             |
| 3.      | Skra Warszawa   | 16             |
| 4.      | Lechia Gdańsk   | 14             |

### Czwarty turniej
Ostatni, czwarty turniej rozegrano 30 kwietnia 2022 w Sochaczewie. Wzięło w nim udział pięć drużyn. Zwycięzcą została Skra Warszawa, drugie miejsce zajął Orkan Sochaczew, a trzecie Posnania. Nie rozgrywano meczów finałowych.
Końcowa klasyfikacja turnieju:
| Pozycja | Drużyna         | Liczba punktów |
| ------- | --------------- | -------------- |
| 1.      | Skra Warszawa   | 30             |
| 2.      | Orkan Sochaczew | 27             |
| 3.      | Posnania        | 24             |
| 4.      | Lechia Gdańsk   | 21             |
| 5.      | Legia Warszawa  | 18             |

### Łączna klasyfikacja
Łączna klasyfikacja mistrzostw:
| Pozycja | Drużyna          | Liczba punktów |
| ------- | ---------------- | -------------- |
| 1.      | Posnania         | 80             |
| 2.      | Orkan Sochaczew  | 77             |
| 3.      | Lechia Gdańsk    | 75             |
| 4.      | Skra Warszawa    | 72             |
| 5.      | Legia Warszawa   | 34             |
| 6.      | Juvenia Kraków   | 26             |
| 7.      | Rugby Białystok  | 20             |
| 8.      | Budowlani Lublin | 6              |